# Majurinsaari (ö i Birkaland)
Majurinsaari är en ö i Finland. Den ligger i sjön Vesijärvi och i kommunen Kangasala i den ekonomiska regionen Tammerfors och landskapet Birkaland, i den södra delen av landet, 160 km norr om huvudstaden Helsingfors. Öns area är 2,9 hektar och dess största längd är 330 meter i sydöst-nordvästlig riktning.